# Francisco Rojas
Francisco Ulises Rojas Rojas (Santiago del Cile, 22 luglio 1974) è un ex calciatore cileno, di ruolo difensore.

## Carriera

### Club
Francisco Rojas, soprannominato dai tifosi "Murci", abbreviazione di "Murcielago", ha iniziato la carriera professionistica nel Deportes La Serena, per poi passare nel Colo Colo nel 1994. Dopo una breve parentesi al Tenerife torna al Colo Colo, dal quale passa, nell'estate 2001, allo Sturm Graz. Nel 2006 si trasferisce all'Union Espanola per poi tornare, l'anno successivo, al Deportes La Serena.

### Nazionale
Con la Nazionale Cilena giocò la Coppa del Mondo del 1998, partendo titolare contro Italia (2-2), Austria (1-1) e Camerun (1-1). Non giocò contro il Brasile (1-4) per essere stato squalificato perché, da diffidato, s'era procurato un altro cartellino giallo contro il Camerun.